# Ralk-umgu Chasma
Il Ralk-umgu Chasma è una struttura geologica della superficie di Venere.